# Martin Hrabě de Angelis

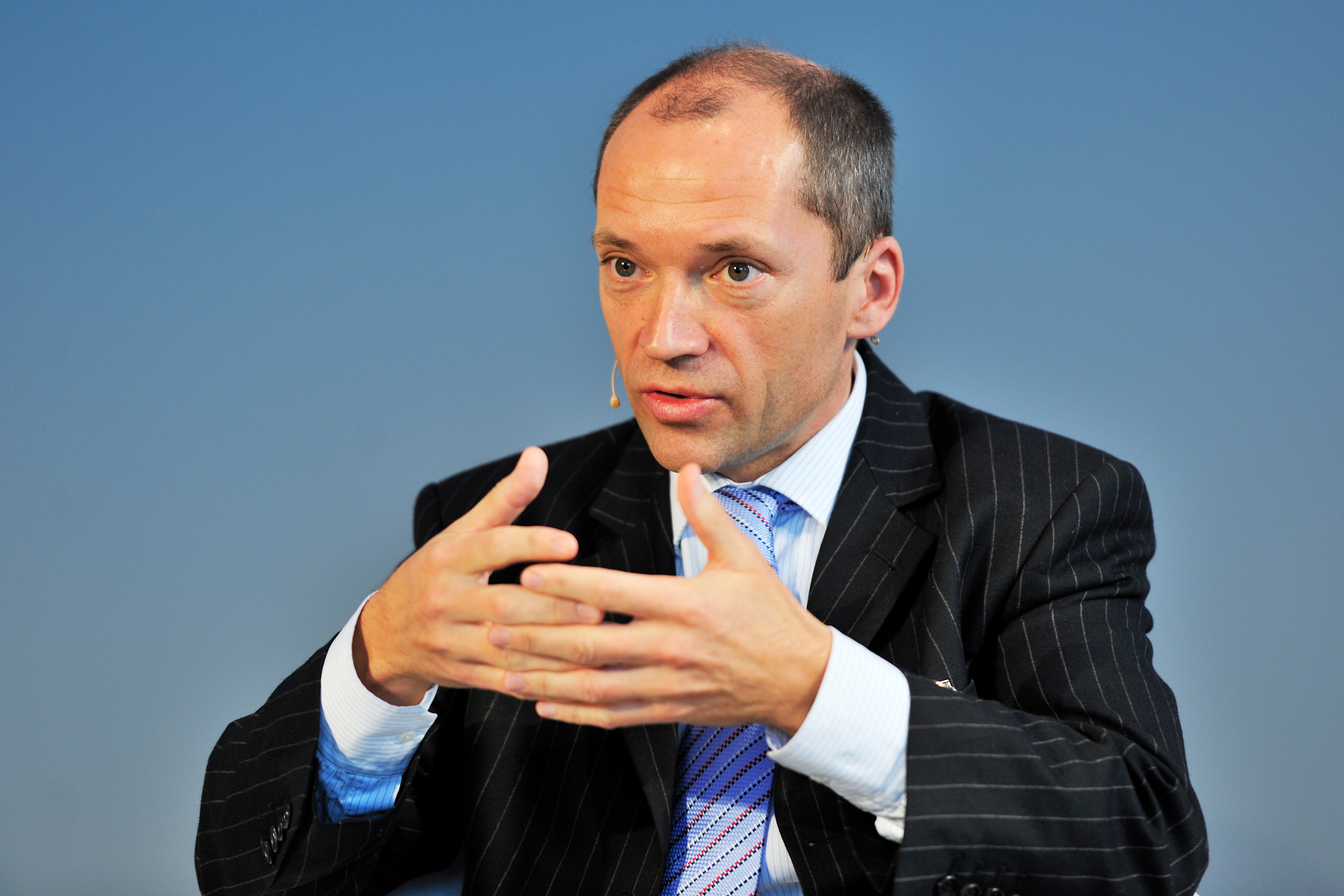
Martin Hrabě de Angelis

Martin Hrabě de Angelis (* 29. Oktober 1964 in Gießen) ist ein deutscher Genetiker und Leitender Direktor des Instituts für Experimentelle Genetik am Helmholtz Zentrum München sowie Direktor des Europäischen Maus-Mutanten-Archivs (EMMA) in Monterotondo. Seit 2003 hat er den Lehrstuhl für Experimentelle Genetik an der Technischen Universität München inne. Er ist Mitbegründer, Sprecher und Vorstandsmitglied des Deutschen Zentrums für Diabetesforschung e. V. (DZD). Seine Forschungsschwerpunkte sind Metabolismus und Diabetes, Large Scale Functional Genomics/Genetics sowie Epigenetik.

## Werdegang
Hrabě de Angelis studierte Biologie an der Philipps-Universität in Marburg und promovierte 1994 über den Einfluss von Wachstumsfaktoren auf die frühe Embryonalentwicklung (1985–1994). Von 1994 bis 1997 war er als Postdoktorand am Jackson Laboratory in Bar Harbor (USA). Dort analysierte er die Deltagene der Maus und untersuchte Mausmutationen als Modell für die Somitogenese. Von 1997 bis 2000 war Hrabě de Angelis Leiter der Arbeitsgruppe „Funktionelle Genetik“ am Institut für Säugetiergenetik der damaligen Gesellschaft für Strahlenforschung, GSF, (heute Helmholtz Zentrum München).
Seit 2000 leitet er als Direktor das Institut für Experimentelle Genetik am Helmholtz Zentrum München, 2003 wurde er auf den Lehrstuhl für Experimentelle Genetik an der Technischen Universität München berufen. Zugleich ist er Direktor des gesamteuropäischen Forschungskonsortiums INFRAFRONTIER. 2001 gründete Hrabě de Angelis die German Mouse Clinic (GMC) zur systemischen Analyse von menschlichen Erkrankungen. Forschungsschwerpunkt ist die Aufklärung von genetischen und epigenetischen Faktoren des Diabetes mellitus. Hrabě de Angelis war 2009 Mitbegründer des Deutschen Zentrums für Diabetesforschung e. V. (DZD) und ist Sprecher und Vorstandsmitglied. 2017 übernahm er die Präsidentschaft der International Mammalien Genome Society.
Am Mausmodell hat Hrabě de Angelis nachgewiesen, dass durch Ernährung verursachte Fettleibigkeit und Diabetes sowohl über Eizellen als auch über Spermien epigenetisch an die Nachkommen vererbt werden können. Durch Untersuchungen an Knockout-Mäusen, denen jeweils ein genau ausgewähltes Gen fehlte, gelang es ihm ein Netzwerk aus Genen zu identifizieren, die eine wichtige Rolle bei der Entstehung von Stoffwechselerkrankungen wie beispielsweise Diabetes spielen könnten.
Hrabě de Angelis publizierte mehr als 500 wissenschaftliche Artikel (Google Scholar Zitate: 26.271) sowie zahlreiche Beiträge in Fachbüchern.

## Forschungsschwerpunkte
Martin Hrabě de Angelis ist ein deutscher Genetiker, dessen Forschung das Verständnis von Stoffwechselerkrankungen wie Diabetes zum Schwerpunkt hat. Er zeigte, wie Umweltfaktoren epigenetische Veränderungen bewirken, die über Generationen hinweg vererbt werden können.
2001 gründete Martin Hrabě de Angelis die German Mouse Clinic (GMC), die erste Plattform zur systematischen Analyse genetischer Funktionen bei Krankheitsmodellen, die Erkrankungen in der Humanmedizin repräsentieren. Die GMC ermöglicht Untersuchungen an verschiedenen Organen und Altersstadien Dabei identifizierte das Forschungsteam mehr als 50 stoffwechselrelevante Gene und beschrieb deren Funktionen, insbesondere bei Diabetes Typ 2. Diese Erkenntnisse liefern nicht nur Einblicke in pathophysiologische Mechanismen, sondern auch Ansätze für neue Therapien, die an den Ursachen der Erkrankung ansetzen.
Ein weiterer Schwerpunkt von Martin Hrabě de Angelis liegt auf der Erforschung epigenetischer Effekte von Umweltfaktoren. Seine Studien haben gezeigt, dass fettreiche Ernährung den Stoffwechsel stört und diese Modifikationen epigenetisch über Eizellen und Spermien auf Nachkommen übertragen werden können. Solche Veränderungen erhöhen das Risiko für Krankheiten wie Adipositas und Diabetes und machen den Einfluss äußerer Faktoren auf den Stoffwechsel deutlich. Martin Hrabě de Angelis erforscht zudem, wie reversibel solche epigenetischen Veränderungen sind. Erste Ergebnisse deuten darauf hin, dass bestimmte Modifikationen durch gezielte Interventionen, wie Medikamente oder Lebensstiländerungen, rückgängig gemacht werden können.
Die Integration großer Datenmengen aus Präklinischen und Klinischen Studien spielt in Martin Hrabě de Angelis‘ Forschung eine zentrale Rolle. Mit bioinformatischen Methoden und Künstlicher Intelligenz analysiert sein Team genetische, epigenetische und metabolische Daten und deckt Zusammenhänge zwischen genetischen Variationen und Krankheitsrisiken auf.
Durch die Kombination aus systemischer Genomforschung und moderner Datenanalyse verbindet Martin Hrabě de Angelis Grundlagenforschung mit translationalen Ansätzen. Seine Arbeiten leisten einen entscheidenden Beitrag zum Verständnis molekularer Mechanismen von Stoffwechselerkrankungen und eröffnen neue Wege für Prävention und Behandlung einer weltweit so häufigen Erkrankung wie Diabetes.

## Akademischer und beruflicher Werdegang
(Quelle: )
- 10/2023–02/2024: CFO/CTO (kommissarisch), Helmholtz Zentrum München
- 2023–2024: Chair, German Center for Health Research Board, Forum (DZG Board and Forum)
- 2020–2023: Chair, Task Force “Fight COVID19 @ Helmholtz Munich”
- seit 2020: Research Director, Helmholtz Zentrum München
- seit 2008: Direktor, Forschungskonsortium „INFRAFRONTIER GmbH – seit 2024 Founding director INFRAFRONTIER ERIC“, Neuherberg
- seit 2003: Lehrstuhl für Experimentelle Genetik, Technische Universität München (TUM)
- seit 2000: Direktor, Institut für Experimentelle Genetik, Helmholtz Zentrum München
- 2001: Gründer, German Mouse Clinic (GMC), Helmholtz Zentrum München
- 1997–2000: Leiter, Arbeitsgruppe „Funktionelle Genetik“, Helmholtz Zentrum München
- 1994–1997: Postdoktorand, Jackson Laboratory, Bar Harbour, USA
- 1994: Promotion in Biologie, Philipps-Universität Marburg
- 1985–1994: Studium der Biologie, Philipps-Universität Marburg

## Auszeichnungen und verliehene Mitgliedschaften
- 2025: George D. Snell Lecture, International Mammalien Genome Society[9]
- 2021: Paul-Langerhans-Medaille, Deutsche Diabetes Gesellschaft[10]
- 2018 Ehrendoktorwürde der Ludwig-Maximilians-Universität, München[11]
- 2018 Aufnahme in die Nationale Akademie der Wissenschaften Leopoldina
- 2018 Ehrendoktorwürde der Technischen Universität Dresden[12]

- 2016 Ehrendoktorwürde der Eberhard-Karls-Universität Tübingen[13] 2003 Paula und Richard von Hertwig Preis für interdisziplinäre Forschung
- 2010 Paula und Richard von Hertwig Preis für interdisziplinäre Forschung[14]

## Funktion in wissenschaftlichen Gesellschaften
(Quelle: )
- 2017–2019: Präsident, International Mammalian Genome Society
- seit 2015: Mitglied, Scientific Advisory Board Mary Lyon Centre at Medical Research Council (MRC) Harwell, Harwell Science and Innovation Campus, UK
- seit 2014: Mitglied, External Advisory Board, Karolinska Institutet – Comparative Medicine, Karolinska Institutet, Stockholm, Schweden
- seit 2014: Mitglied, Scientific Advisory Board, RIKEN Bioresource Research Center, Tsukuba, Japan
- seit 2009: Vorstand und Sprecher, Deutsches Zentrum für Diabetesforschung (DZD), Geschäftsstelle am Helmholtz Zentrum München, Neuherberg
- seit 2009: Mitglied, Steering Committee International Mouse Phenotyping Consortium (IMPC)
- 2002–2010: Mitglied, Scientific Advisory Board, Mouse Genetics Program, Academia Sinica, Taipeh Taiwan
- 2002–2005: Mitglied, Secretariat, International Mammalian Genome Society
- 1999–2012: Offizielles Mitglied, Scientific Advisory Board „Mutagenesis“, Jackson Laboratory, Bar Harbor, USA

## Projektkoordination, Mitgliedschaft in Verbundprojekten
(Quelle: )
- 2006–2010: Sprecher, Komitee, Nationales Genomforschungsforschungsnetz (NGFN), Bundesministerium für Bildung und Forschung (BMBF)
- 2001–2012: Mitglied, Komitee, NGFN1 und NGFN2, BMBF
- 1999–2004: Mitglied, Wissenschaftlicher Koordinierungsausschuss, Deutsches Humangenomprojekt (DHGP), BMBF sowie Deutsche Forschungsgemeinschaft (DFG)
- 1997–2003: Mitglied, Patentkoordinierungsausschuss, DHGP, BMBF sowie DFG
- 1997–1998: Mitglied, Arbeitsgruppe Lizenzierung und Patentierung, DHGP, BMBF sowie DFG